# Margarida d'Àustria (reina d'Espanya)
Margarida d'Àustria i de Baviera (Graz, Àustria, 25 de desembre de 1584 - Monestir d'El Escorial, Castella, 3 d'octubre de 1611) fou una arxiduquessa d'Àustria, que esdevingué monarca consort d'Espanya (1599-1611) pel seu matrimoni amb el rei Felip III de Castella, de qui fou l'única esposa.
Com a reina d'Espanya va tenir gran influència en els afers polítics. Fou la líder d'un cercle de dones a la cort, que defensà el posicionament d'Espanya i la seva política en favor dels països catòlics i de la dinastia dels Habsburg, sent també la líder del partit pro-austríac. En aquest sentit, s'enfrontà a la influència del privat de Felip III, el duc de Lerma, amb idees contràries a la reina, considerà que Espanya havia de dur a terme una política pròpia.

## Biografia

### Orígens familiars
Va néixer a la cort imperial de Graz el 25 de desembre de 1584, entre les nou i les deu del matí. Fou batejada vuit dies després del seu naixement, el 2 de gener de 1585. Fou filla de l'arxiduc Carles II d'Àustria, governant dels ducats d'Estíria, Caríntia i Carniola, i de la princesa Anna Maria de Baviera. Per línia paterna era neta de l'emperador Ferran I, emperador romanogermànic i de la reina Anna d'Hongria, i per línia materna del duc Albert V de Baviera i de l'arxiduquessa Anna d'Àustria. Va tenir catorze germans, entre ells l'emperador Ferran II del Sacre Imperi Romanogermànic.

### Matrimoni
Es casà el 18 d'abril de 1599 a la catedral de València amb el seu cosí, el rei Felip III de Castella, fill del rei Felip II d'Espanya i de l'arxiduquessa Anna d'Àustria.
Felip II havia concertat un tractat, a través del seu ambaixador, el casament de l'hereu amb una arxiduquessa d'Àustria. Segons Enrique Flórez, que el matrimoni va recaure sobre ella, la tercera de tres arxiduquesses solteres, després de la mort de les dues primeres, reiterant la necessitat d'ambaixades per concertar el matrimoni. Fou acompanyada des de Graz per l'arxiduc Albert d'Àustria, que l'havia d'acompanyar fins a València. Durant el viatge, es produeix la mort de Felip II, el 13 de setembre de 1598. Al novembre arribà a València, on se celebrà finalment el matrimoni, suspenent-se temporalment el dol per la mort de l'anterior monarca.

#### Descendència
De la unió de Felip III i Margarida nasqueren:
- Anna (1601-1666)
- Maria (1603)
- Maria Anna (1606-1646)
- Felip (1605-1665)
- Carles (1607-1632)
- Ferran  (1609-1641)
- Margarida Francesca (1610-1617)
- Alfons Maurici (1611-1612)

### Regnat
Margarida va esdevenir una figura molt influent a la cort, a més de tenir una gran astúcia i habilitat en les qüestions polítiques. Tingué influència sobre Felip III, amb qui va tenir una estreta i afectuosa relació amb la reina, augmentada quan va donar a llum el seu primer fill el 1605. D'altra banda, la reina va exercir de mecenes d'arts i, igual que el rei, va tenir fama de pietosa entre els seus contemporanis. Segons afirma Diego de Guzmán, la reina fou una catòlica molt devota, de fet, des de ben jove va ser educada i va mostrar signes d'aquest vessant:
| «              | (castellà) [...] mientras mas crecia, crecian en ella las muestras de virtudes, y de inclinaciones santas. [...] Era grande su inclinación a cosas de devocion, a rezar, a oir missas, sermones, platicas espirituales, con atención y devocion. | (català) […] mentre més creixia, creixien en ella les mostres de virtuts i d'inclinacions santes. […] Era gran la seva inclinació a coses de devoció, a resar, a sentir misses, sermons, converses espirituals, amb atenció i devoció. | » |
| — Guzmán, 1617 | | |   |

Juntament amb l'emperadriu Maria d'Àustria, vídua de Maximilià II, i la filla d'aquesta l'arxiduquessa Margarida d'Àustria, que visqué com a monja a Madrid, la reina va formar un cercle femení que tingué una considerable influència sobre el rei. Emfatitzaren la condició d'Espanya com a poder catòlic actuant pels interessos de l'Europa catòlica i destacaren la unitat de la casa dels Habsburg. El cercle va tenir èxit, per exemple, quan van convèncer Felip III que donés suport financer a l'emperador Ferran II.
Contra el partit pro-austríac a la cort hi estava oposat el valido del rei, el duc de Lerma, que considerava que Espanya havia de dur a terme les seves pròpies accions independentment dels lligams religiosos i dinàstics. La reina Margarida era infeliç i «melancòlica» per la influència del duc sobre el seu marit, perquè el considerava un corrupte, i contínuament va lluitar per la influència sobre el monarca. En aquest conflicte, tingué el suport de la seva favorita, Mariana de San José, priora del monestir de l'Encarnació, el confessor del rei Luis de Aliaga, i el confessor la seva filla Maria Anna d'Espanya, el frare franciscà Juan de Santa María, del qui es diu que tenia una excessiva influència sobre el monarca al final de la seva vida. El duc de Lerma només seria apartat del poder el 1618, després de la mort de Margarida.

### Mort
Margarida morí el 3 d'octubre de 1611 als 27 anys al monestir d'El Escorial, on fou enterrada. Va emmalaltir pocs dies abans d'iniciar el mes d'octubre, de fet, morí tres dies després del naixement de l'infant Alfons. El rei va veure's molt afectat, igualment la cort i la població. Felip III va sobreviure-li deu anys més, però no es tornà a casar.